# Morcillo
Morcillo – gmina w Hiszpanii, w prowincji Cáceres, w Estramadurze, o powierzchni 16,23 km². W 2011 roku gmina liczyła 415 mieszkańców.